# Pagoda Chaukhtatgyi

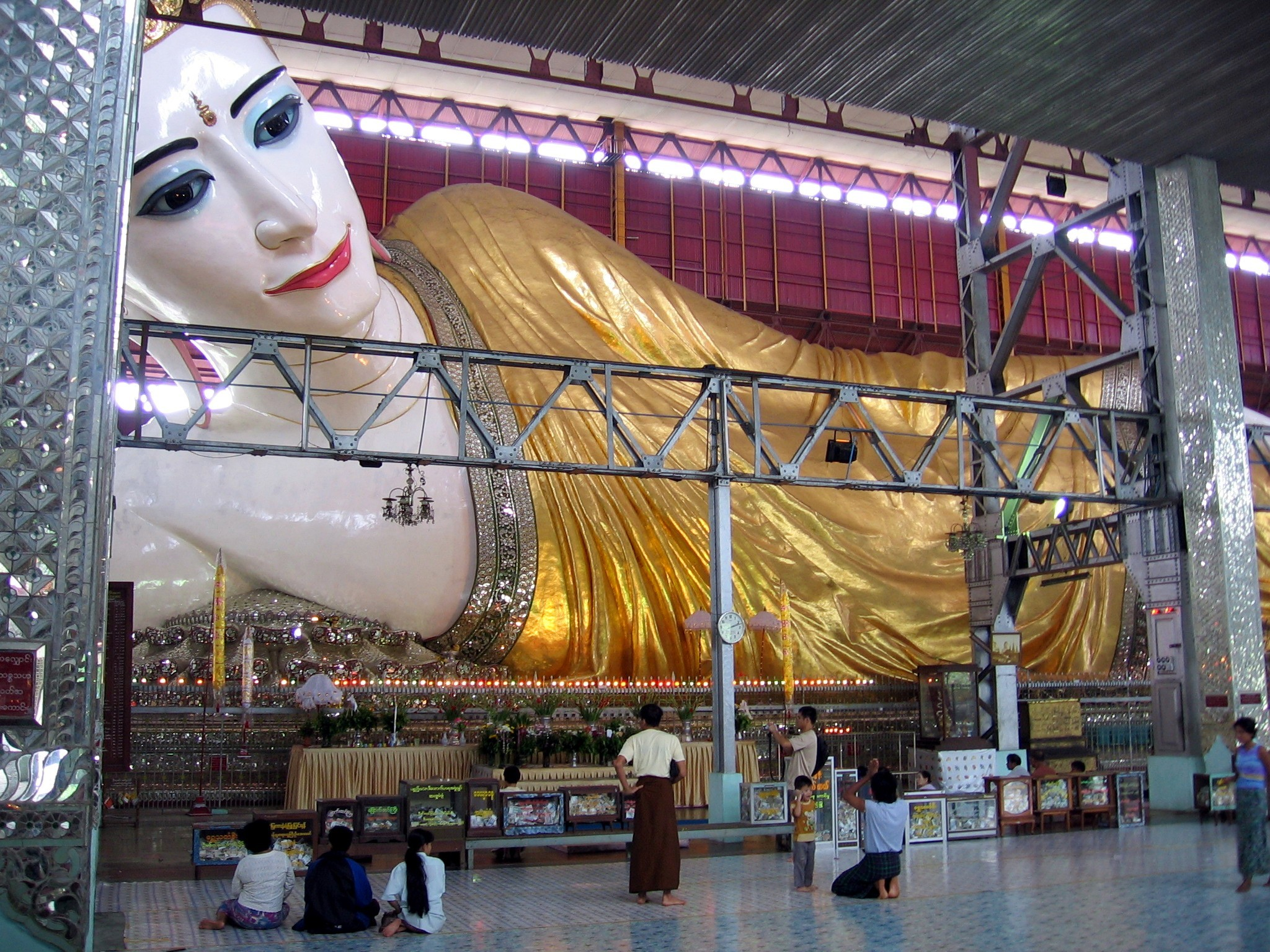
Buda reclinado en Chaukhtatgyi.

La Chaukhtatgyi Paya es una paya o pagoda de seis pisos de altura situada en la localidad de Yangon, antigua capital de Birmania. Es especialmente conocida porque en su interior se encuentra una imagen gigante de un Buda reclinado. Es una de las imágenes de mayor tamaño de todo el país.
La construcción fue financiada por un rico budista birmano, Sir Po Tha, en 1899. La estatua original fue completada en 1907 por otra compañía constructora, pero las proporciones no fueron las correctas.  Las condiciones climatológicas fueron deteriorando poco a poco la imagen y en 1957 se decidió demolerla y construir una nueva. La obra finalizó en 1966. La construcción fue sufragada en su totalidad mediante donaciones particulares. El tamaño original de la imagen era de 59,30 metros de largo por 30,4 metros de altura. Pero en una reconstrucción realizada en 1973 se amplió el tamaño hasta los 65,85 metros de largo actuales.
Alrededor de la pagoda se encuentra diversos monasterios que albergan unos 600 monjes. Los monjes se dedican a estudiar las escrituras budistas y se mantienen gracias a las aportaciones económicas de los fieles.